# Klövsvamp
Klövsvamp (Onygena equina) är en svampart som först beskrevs av Carl Ludwig von Willdenow, och fick sitt nu gällande namn av Christiaan Hendrik Persoon 1800. Klövsvamp ingår i släktet Onygena och familjen Onygenaceae.  Arten är reproducerande i Sverige. Inga underarter finns listade i Catalogue of Life.